# 陳仁 (明朝)
陳仁（1454年—1514年），字子居，號三渠，福建興化府莆田縣人，明朝政治人物。

## 生平
成化十九年（1483年）癸卯科福建鄉試第一名举人。成化二十三年（1487年）丁未科二甲三十五名進士。授户部主事，弘治十五年（1501年）升员外郎，十七年官至戶部郎中。正德年間，因贗銀案而連坐韓文罪，一併被謫。贬鈞州同知，升汝州知州，轉南京兵部员外郎，掌武學。劉瑾罪誅后，正德五年（1510年）十一月起升浙江按察司提学副使，七年八月升右参政，因妻子李宜人去世，復上疏乞休，吏部以贤劳晋升浙江右布政使，任命下時，陈仁已经去世弥月，時正德九年甲戌三月十七日，壽六十一。所著有《三渠稿》、《天津志》刊行于世。

## 家族
曾祖陳孟庸；祖父陳允德；父陳舜衡，母吳氏。具庆下。從兄陳邦瑞、陳邦器，皆为進士。